# Reseda
Reseda (Reseda) er en slægt med syv arter, der er udbredt i Europa, Nordafrika og Asien. Det er urteagtige planter (én-, to- eller flerårige) med opret vækst og spredte, smalle blade, der har hel, let bølget rand. Blomsterstanden er en klase med uregelmæssige 4- eller 6-tallige blomster. Frugten er en kapsel med mange frø. Her omtales kun de arter, som er vildtvoksende i Danmark, eller som dyrkes her.
Sit navn har reseda fået fra latin. Plinius den Ældre skrev, at folk i Arimum (vore dages Rimini) benyttede planten mod betændelser, og under behandlingen udtalte en trylleformel, der begyndte "Reseda, morbus reseda" (= Stil sygdommen, stil den) af latin resedare = at stille, helbrede. 
| Beskrevne arter |

- Hvid reseda (Reseda alba)
- Gul reseda (Reseda lutea)
- Farvereseda (Reseda luteola) eller Farve-Vau
- Havereseda (Reseda odorata)

| Andre arter |

- Reseda crystallina
- Reseda jacquinii
- Reseda scoparia